# AGL Energy
AGL Energy est une entreprise australienne de production électrique. Elle fait partie de l'indice S&P/ASX 50.

## Histoire
En février 2014, AGL Energy acquiert Macquarie Generation, qui détient les centrales de Bayswater et de Liddell, pour 1,5 milliard de dollars australiens.